# Leukemia
Leukemia è una rivista medica sottoposta a revisione paritaria e pubblicata dalla Nature Publishing Group. È stata fondata nel 1987 da Nicole Muller-Bérat Killman e Sven-Aage Killman ed è attualmente diretta dai professori Andreas Hochhaus e Robert Peter Gale. La rivista si occupa di ricerche su tutti gli aspetti della leucemia.

## Indicizzazione
Gli abstract e gli articoli della rivista sono indicizzati da:
- Elsevier BIOBASE/Current Awareness in Biological Sciences
- BIOSIS Previews
- Cambridge Scientific Abstracts
- Current Contents/Life Sciences
- EMBASE/Excerpta Medica
- MEDLINE/Index Medicus
- Science Citation Index.

Secondo il Journal Citation Reports, nel 2020 ha avuto un fattore di impatto pari a 11,528. In passato, era stata accusata di praticare la citazione coercitiva.
Al 2024 ha avuto un indice H pari a 229 e un SJR pari a 2.458.